# Psykobiologi
Psykobiologi är en vetenskapsgren som undersöker betydelsen av organismens anpassning till omgivningen via nervsystem, sinnesorgan och hormonsystem.
Ursprungligen var psykobiologi en beteckning på den riktning inom psykiatrin som leddes av den schweizisk-amerikanske psykiatern Adolf Meyer (1866–1950). I denna lades stor vikt vid biologiska, psykiska och sociala faktorer i förklaringen av psykiska störningars uppkomst. Denna betydelse av ordet psykobiologi förekommer huvudsakligen i texter skrivna före 1960-talet och är då liktydig med den av Meyer konstruerade termen ergasiologi.

## Historik
Uttrycket "Psycho" har använts i en mängd olika sammanhang, för att betona vikten av biologi, som är den disciplin som studerar ekologiska, neurala och cellulära förändringar i beteende, plasticitet i neurovetenskap och biologiska störningar ur alla aspekter, dessutom fokuserar biologi på och analyserar beteende och alla de ämnen det är fråga om, från en vetenskaplig synvinkel. I detta sammanhang hjälper psykologi till som ett komplement, men ändå en viktig disciplin inom neurobiologiska vetenskaperna. Rollen hos psykologin i dessa frågor är att vara ett socialt verktyg som backar upp den huvudsakliga eller starkaste biologiska vetenskapen. 
Uttrycket "Psycho" användes första gången i modern mening av Knight Dunlap i sin bok En översikt av Psycho (1914). Dunlap var också grundare och redaktör och chefredaktör för tidskriften Psycho. I tillkännagivandet av denna tidskrift, skriver Dunlap att tidskriften publicerar forskning "... bär på sammankoppling av mentala och fysiologiska funktioner", som beskriver området Behavioral Neuroscience även i dess moderna bemärkelse.
År 1975 gav Edward O. Wilson ut verket Sociobiology, där olika djurarters sociala liv analyseras i såväl biologiska som psykologiska och sociologiska termer. Även människans sociala liv sätts in i detta perspektiv. Detta intrång på samhälls- och beteendevetenskapernas område från en biologs sida utlöste åren kring 1980 en våldsam debatt, när många filosofer, psykologer och sociologer på detta sätt fick se människan inplacerad i ett utvecklingsbiologiskt sammanhang och mänskliga kulturyttringar tolkades biologiskt.